# Oksitocin
Oksitocin je ljudski hormon stražnjeg režnja hipofize. Izlučuju ga završeci neurona čije su jezgre u hipotalamusu (supraoptičke i paraventrikularne).
Po kemijskom sastavu je polipeptid sastavljen od 9 aminokiselina (Cys-Tyr-Ile-Gln-Asn-Cys-Pro-Leu-Gly-NH2).
Djeluje na kontrakcije maternice trudne žene, naročito snažno potkraj trudnoće i laktaciju (uzrokuje kontrakciju mioepitelnih stanica oko alveole mliječne žlijezde) i povezan je s obrascima majčinskog ponašanja (maženje i briga) kod sisavaca.
Učinak ima i u središnjem živčanom sustavu.
Zbog kemijske sličnosti s antidiuretskim hormonom, može u bubregu neznatno smanjiti lučenje tekućine i povećati lučenje natrija (natrijurezu).